# 亨利·热尔韦

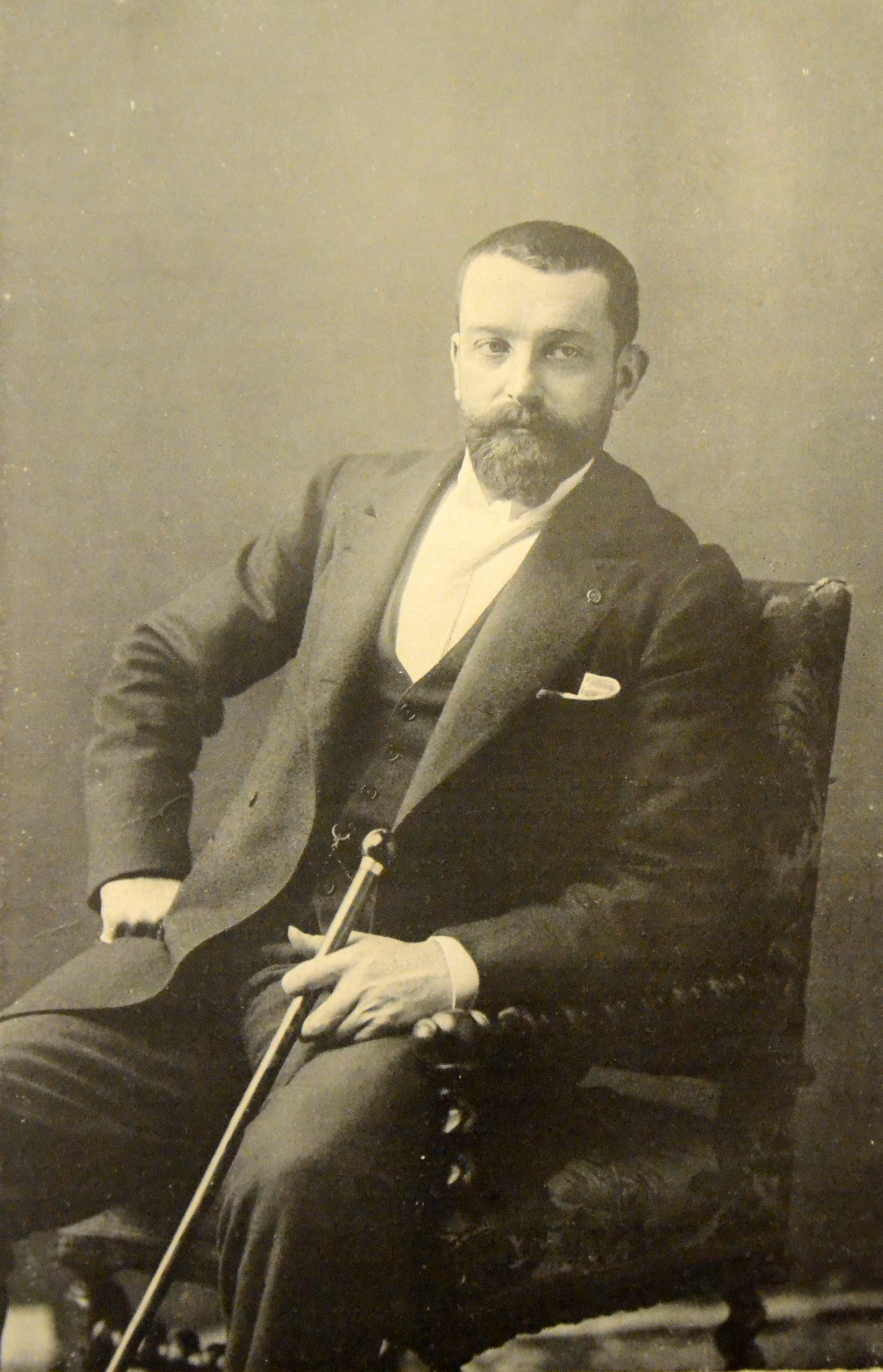
亨利·热尔韦

亨利·热尔韦（法語：Henri Gervex，1852年12月10日—1929年6月7日），法国画家。生于巴黎，曾就学于巴黎高等美术学院。其早期的人体作品因描绘巴黎妓女生活场景，被艺术沙龙拒之门外。此后，其作品多以现代生活为主题。
主要作品有《罗拉》。

## 作品

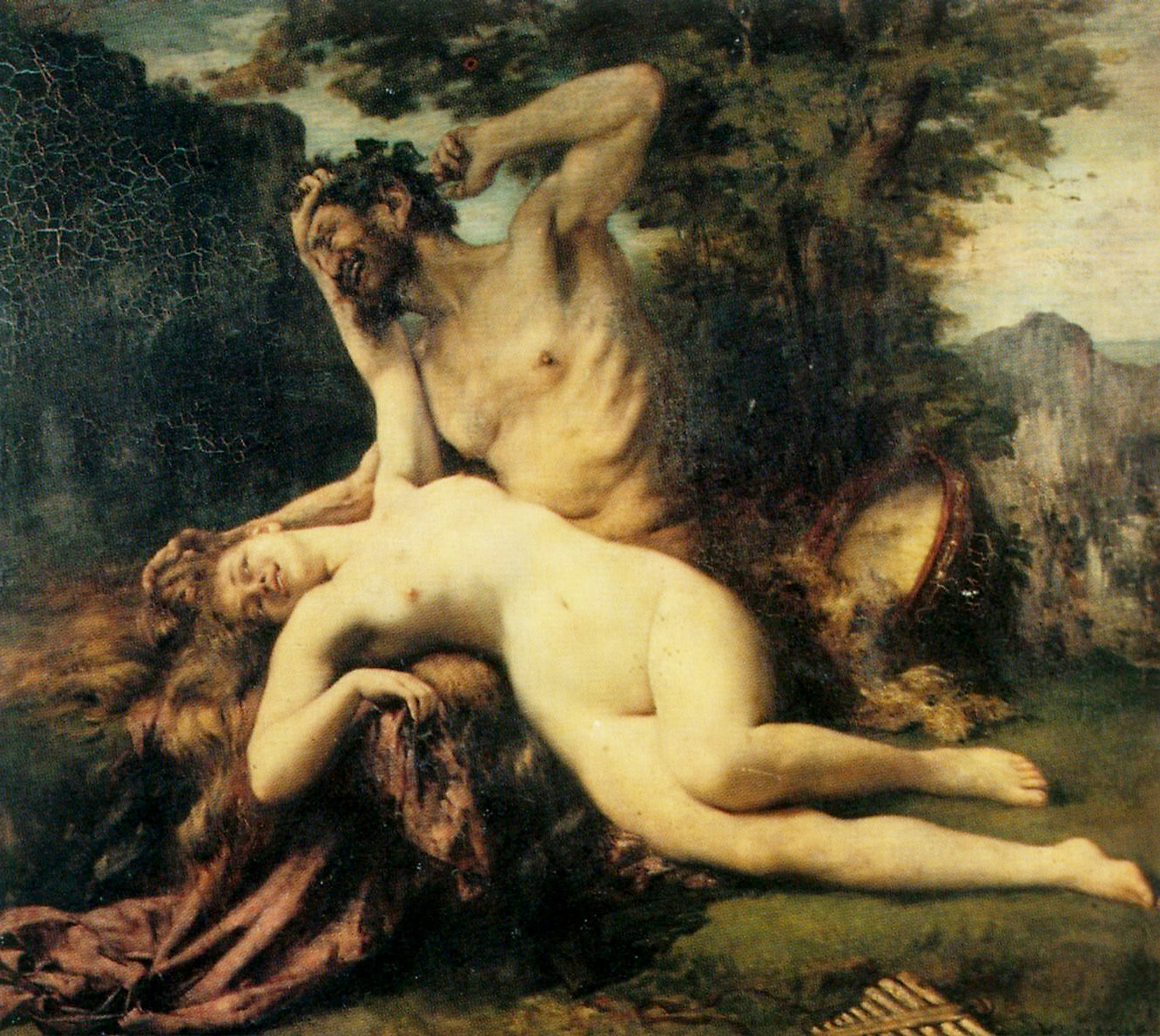
《薩堤爾與酒神的女祭司》，1874年
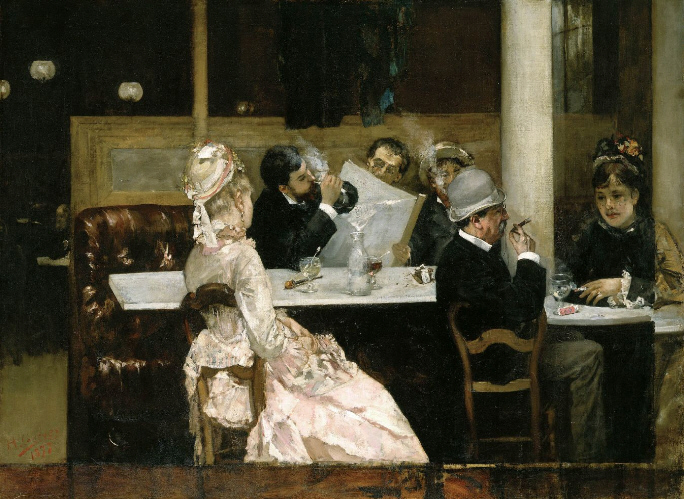
《巴黎一咖啡廳的景色》，1877年
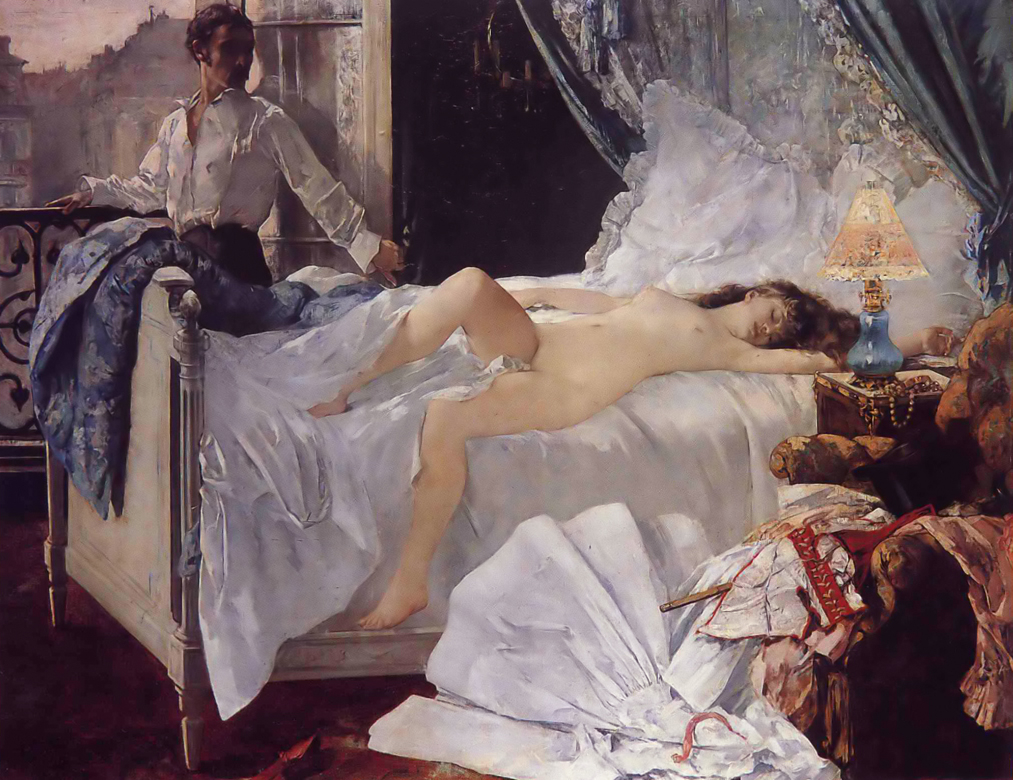
《罗拉》，1878年，现藏於波尔多
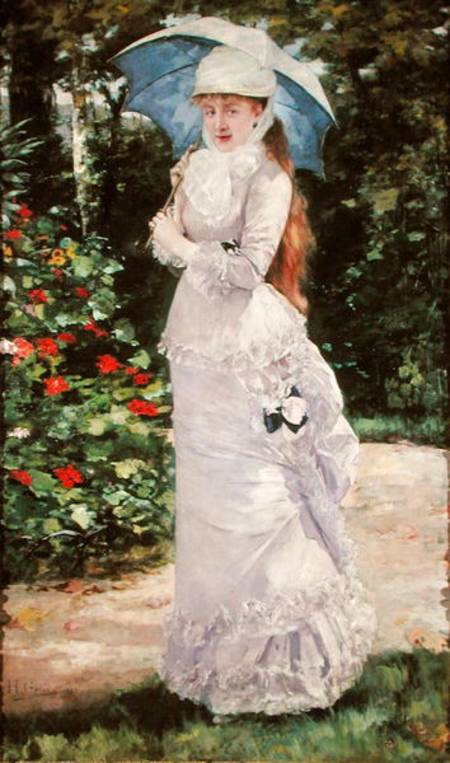
《拉比涅小姐》，1879年，現藏於奧賽博物館
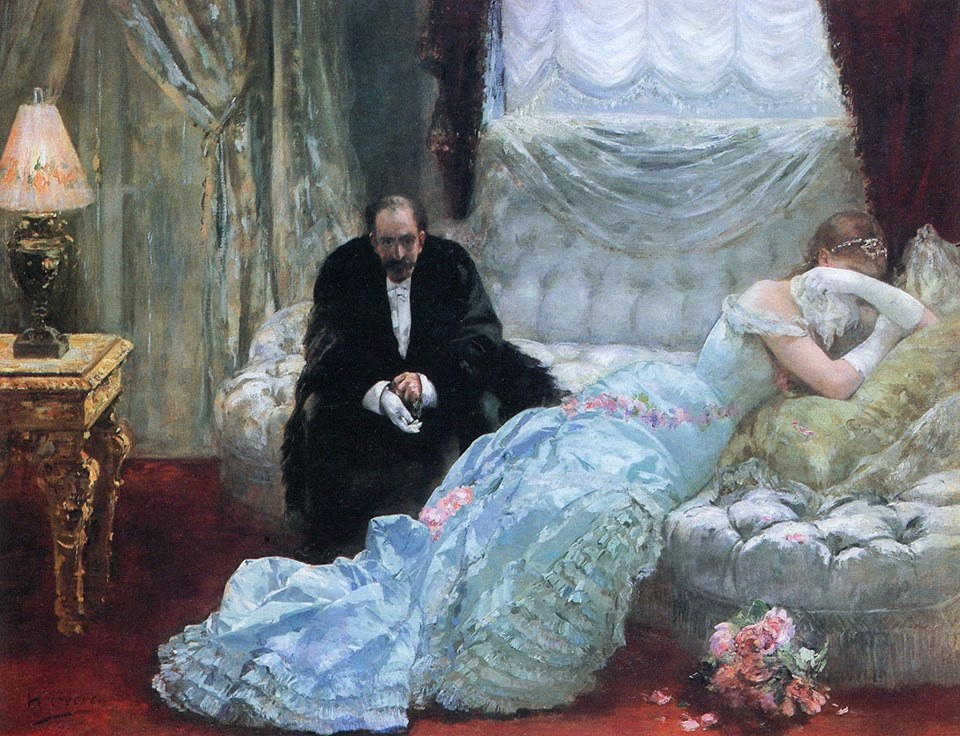
《舞會回程》，約1879年
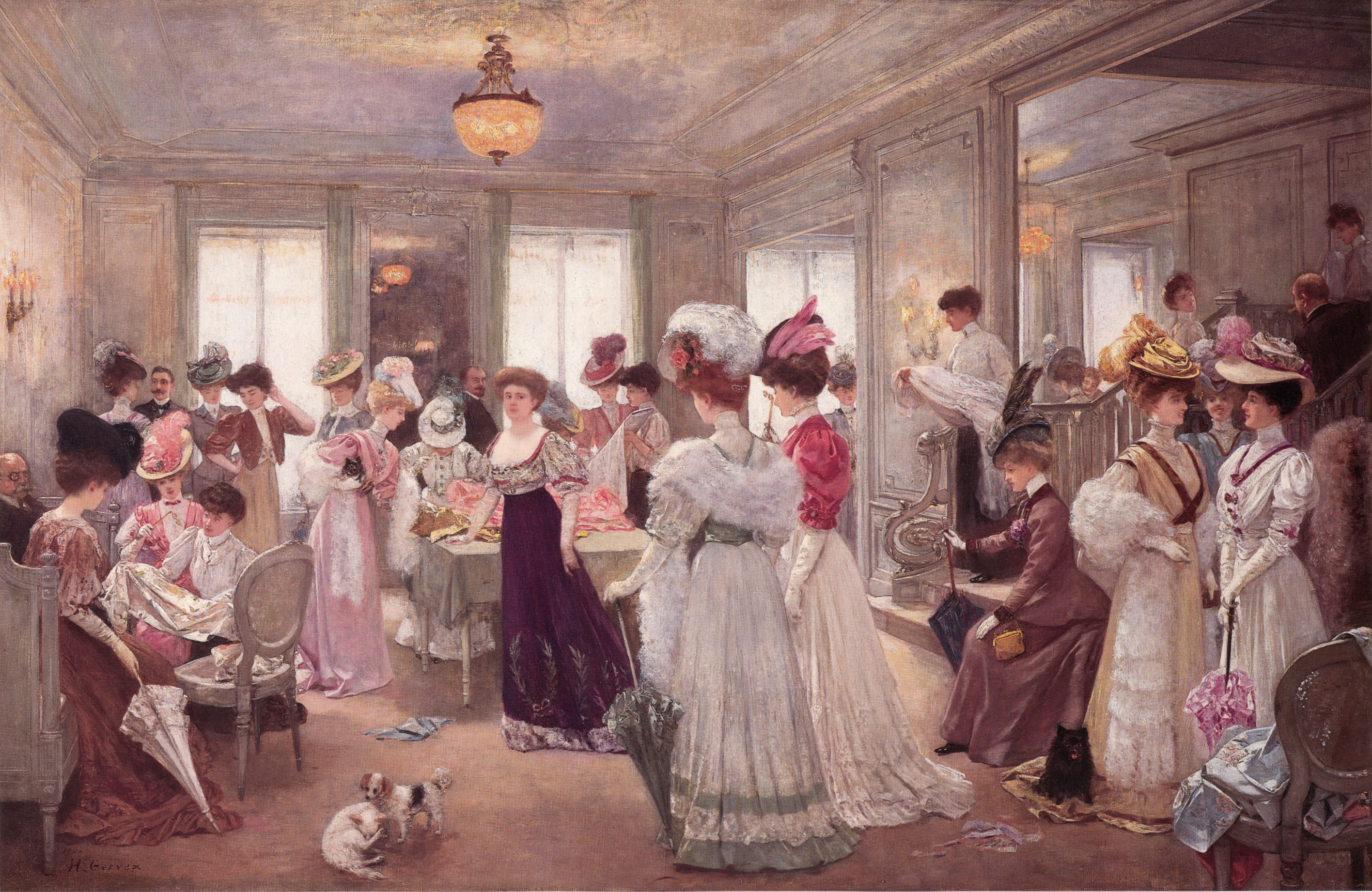
Cinq Heures Chez Paquin，1906年
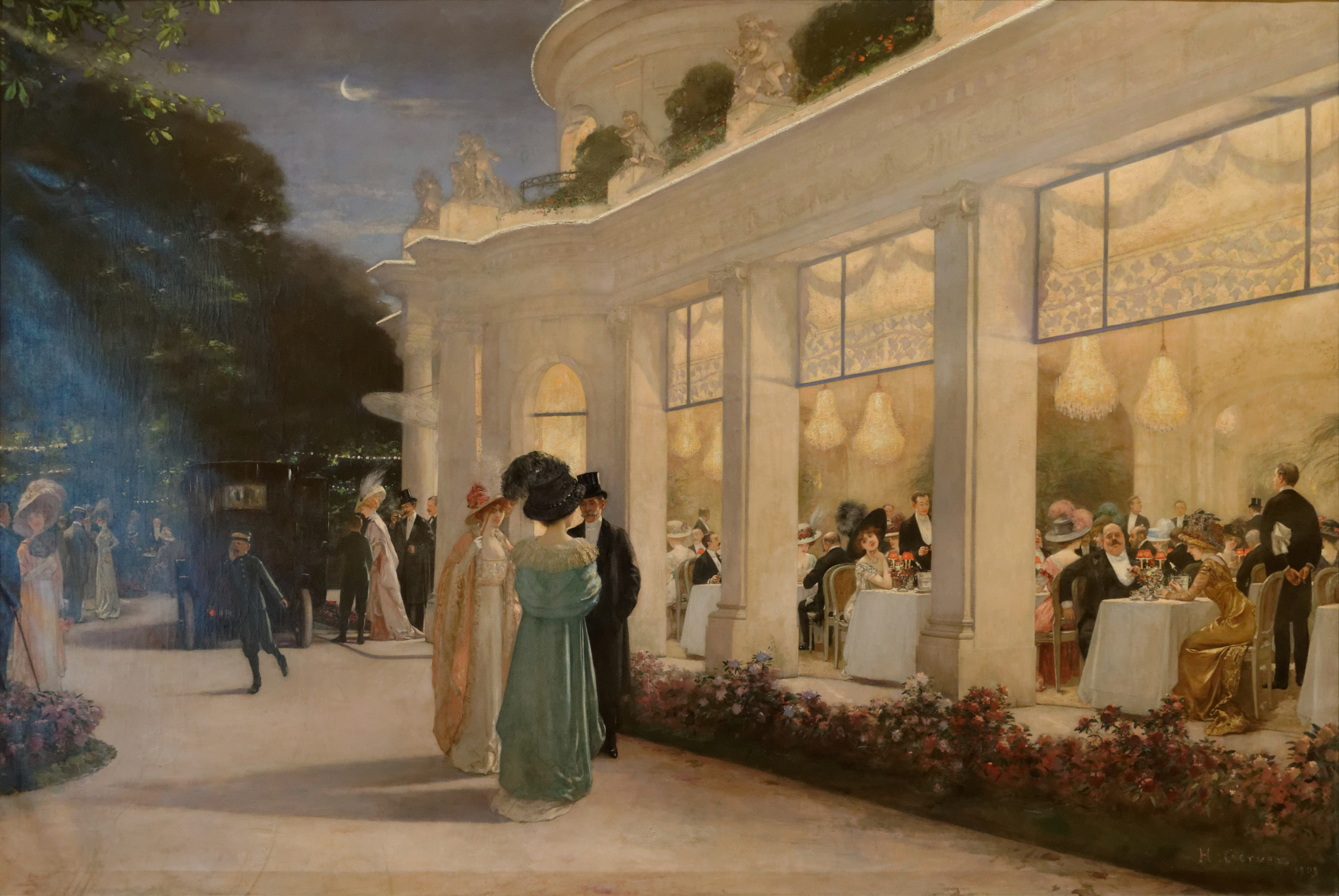
《晚會》，1909年
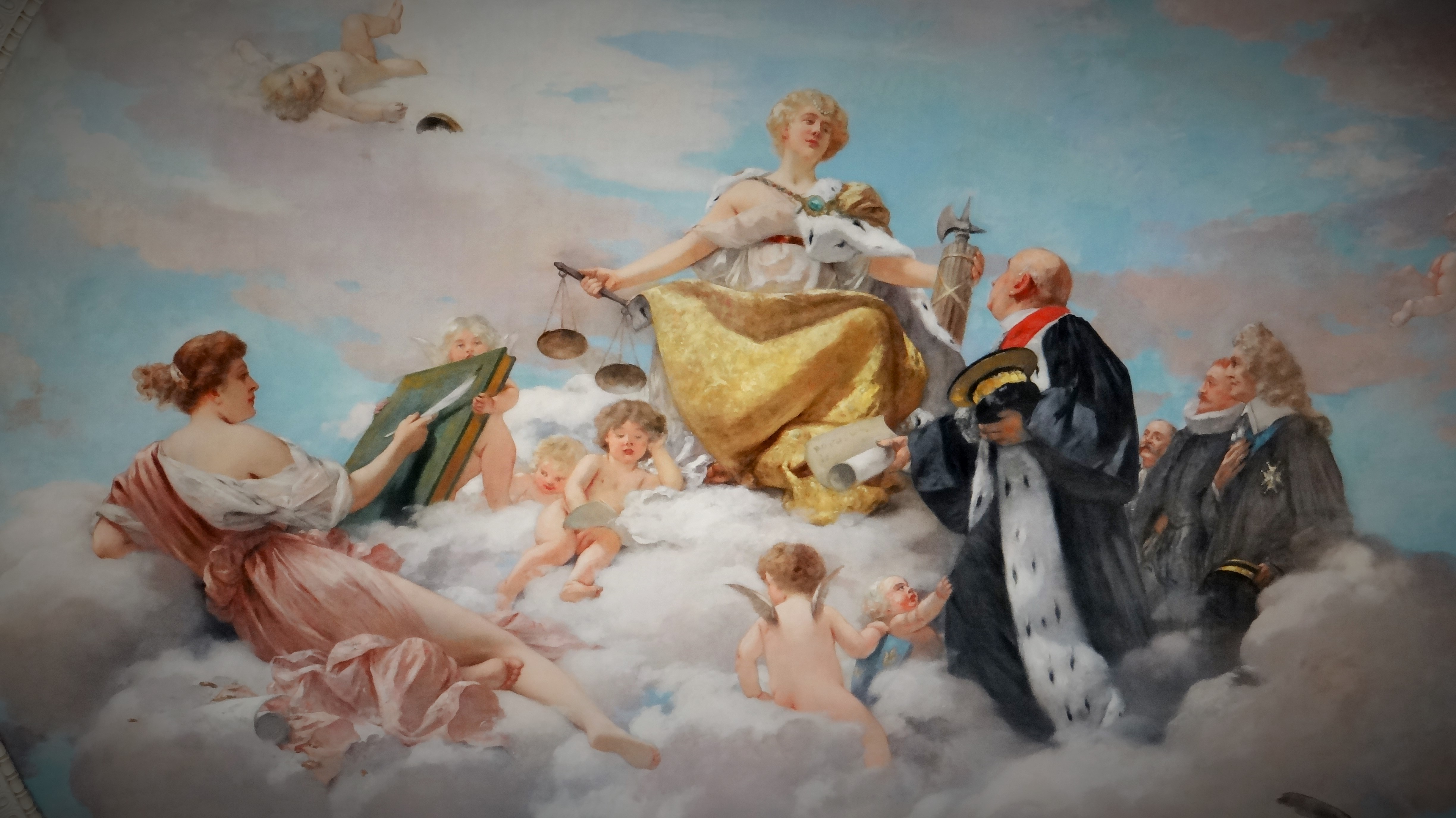
《公義的寓意》，1910年
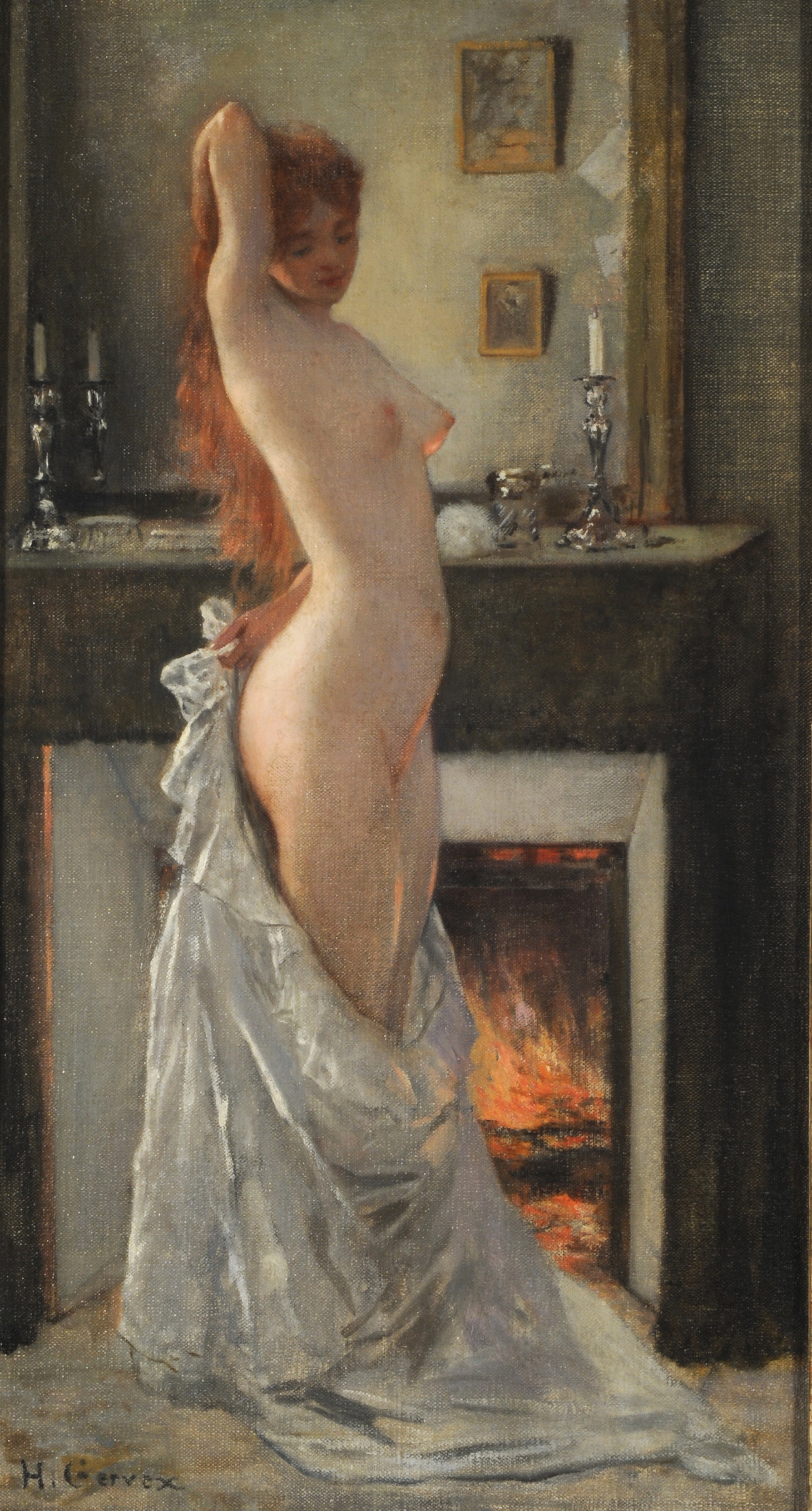
《梳妝的巴黎女郎》
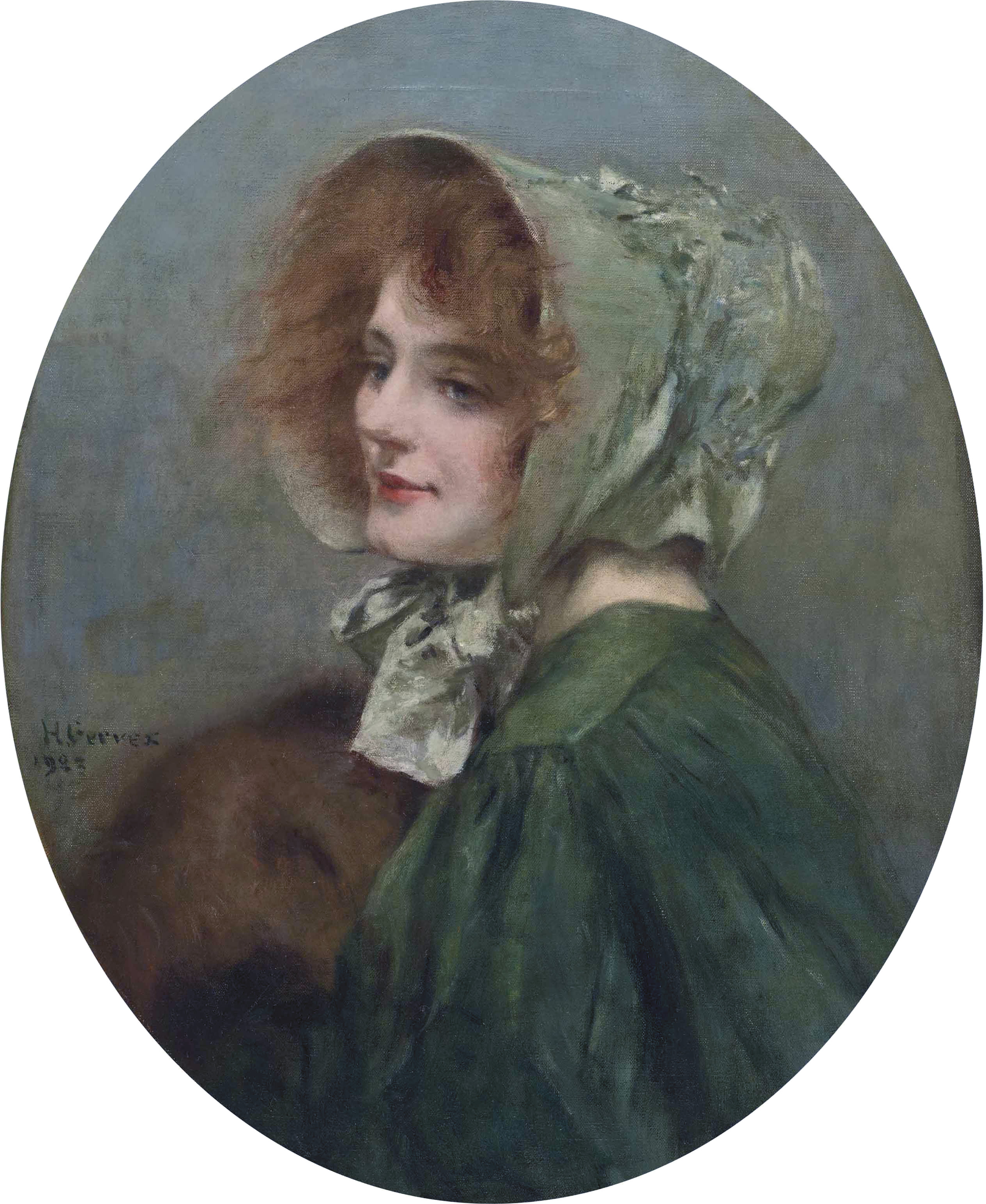
《熱爾韋士夫人》，1923年